# Aplocera conflua
Aplocera conflua là một loài bướm đêm trong họ Geometridae.